# Puccinia ribis
Puccinia ribis ist eine Ständerpilzart aus der Ordnung der Rostpilze (Pucciniales). Der Pilz ist ein Endoparasit von Johannisbeeren. Symptome des Befalls durch die Art sind Rostflecken und Pusteln auf den Blattoberflächen der Wirtspflanzen. Sie ist auf der ganzen Nordhalbkugel verbreitet.

## Merkmale

### Makroskopische Merkmale
Puccinia ribis ist mit bloßem Auge nur anhand der auf der Oberfläche des Wirtes hervortretenden Sporenlager zu erkennen. Sie wachsen in Nestern, die als gelbliche bis braune Flecken und Pusteln auf den Blattoberflächen erscheinen.

### Mikroskopische Merkmale
Das Myzel von Puccinia ribis wächst wie bei allen Puccinia-Arten interzellulär und bildet Saugfäden, die in das Speichergewebe des Wirtes wachsen. Spermogonien und Aecien der Art sind unbekannt. Gleiches gilt für Uredien des Pilzes. Die blattunterseitig wachsenden Telien der Art sind klein, rundlich, schwarzbraun und lange bedeckt, sie besitzen bräunliche Paraphysen. Die kastanienbraunen Teliosporen sind zweizellig, in der Regel ellipsoid bis länglich, warzig und 18–40 × 13–22 µm groß. Ihre Stiele sind farblos und hat in etwa die Länge der Sporen.

## Verbreitung
Das bekannte Verbreitungsgebiet von Puccinia ribis umfasst die ganze nördliche Hemisphäre und deckt sich mit der ihrer Wirtsgattung.

## Ökologie
Die Wirtspflanzen von Puccinia ribis sind Johannisbeeren (Ribes spp.). Der Pilz ernährt sich von den im Speichergewebe der Pflanzen vorhandenen Nährstoffen, seine Sporenlager brechen später durch die Blattoberfläche und setzen Sporen frei. Die Art verfügt über einen Entwicklungszyklus von dem bislang nur Telien bekannt sind.